# John Chandos

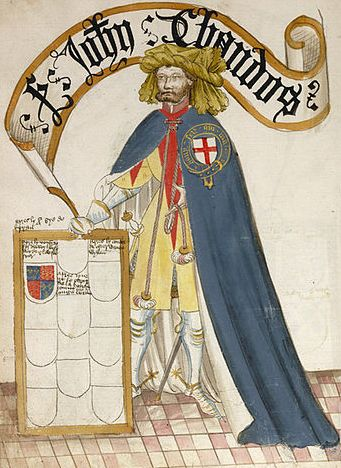
Sir John Chandos no Garter Book, de William Bruges, 1435

Sir John Chandos, Visconde de Saint-Sauveur no Cotentin, Condestável da Aquitânia, Senescal de Poitou (? – 31 de dezembro de 1369), foi um cavaleiro inglês, era um amigo próximo de Eduardo, o Príncipe Negro e membro fundador e décimo nono cavaleiro da Ordem da Jarreteira em 1348. Chandos era um cavaleiro por nascimento, mas diferentemente da maioria dos comandantes de sua época, ele não tinha nenhum título de nobreza.
Chandos era um dos comandantes que lideraram a campanha de soldados de 16 anos de idade de Eduardo na vitória na Batalha de Crécy. Como Chefe de Gabinete de Eduardo, ele desenhou a estratégia que conquistou a vitória na Batalha de Poitiers em 1356.
Em 29 de setembro de 1364, Chandos levou as forças do duque João de Montfort para a vitória na Batalha de Auray, ganhando a Guerra da Sucessão da Bretanha, que possibilitou a Montfort se tornar João V, Duque da Bretanha.
Em recompensa pelos seus serviços, Chandos foi criado lieutenant da França, vice-chamberlain da Inglaterra e foi-lhe dado o viscondado de Saint-Sauveur no Cotentin. Durante a Guerra dos Cem Anos, tornou-se oficial condestável da Aquitânia e senescal de Poitou. Mais tarde, porém, depois de discordar de Eduardo sobre a forma como a província do Guyennois deveria ser tributada, ele se retirou para sua propriedade na Normandia. Chandos também participou da Primeira Guerra Civil de Castela. Sir John Chandos é o fundador da família Canto de Portugal.